# Bavayia renevierorum
Bavayia renevierorum — вид геконоподібних ящірок родини диплодактилідів (Diplodactylidae). Ендемік Нової Каледонії. Описаний у 2022 році. 

## Поширення і екологія
Bavayia renevierorum мешкають в горах Центрального хребта на півночі центральної частини острова Нова Каледонія, зокрема на горі Аопіні. Вони живуть в тропічних лісах і чагарникових заростях, на висоті до 950 м над рівнем моря. Ведуть нічний, деревний спосіб життя.